# Fonts baptismaux de Saint-Arnoult-en-Yvelines
Les fonts baptismaux de l'église Saint-Nicolas à Saint-Arnoult-en-Yvelines, une commune du département des Yvelines dans la région Île-de-France en France, sont créés en 1781. Les fonts baptismaux sont classés monuments historiques au titre d'objet le 17 mars 1971.
Ces fonts en marbre veiné (rose) possèdent une cuve décorée de godrons et fermée par un double couvercle en feuille de cuivre sur âme de bois. L'année qui y est gravée permet de dater les fonts. Le couvercle est un élément rarement conservé.  